# Tribrachidium
A Tribrachidium heraldicum egy háromsugaras szimmetriájú Ediakara-korabeli tengerlakó állat volt. Alakja félgömb szerű volt. A Trilobozoa törzs legismertebb faja, bár sokáig azt is kétségbe vonták, hogy egyáltalán élőlény volt-e.

## A név eredete
Az állatka neve a görög τρια (tria, három) és a latin brachium (kar) szóból áll össze, aminek a végén az -idium kicsinyítő képző szerepel. Ez a teremtmény megjelenésére utal. A faj nevében a heraldicum a címereken látható, a fosszíliához hasonló hasonló triszkelionra utal. Ilyen ábra található például a Man-sziget jelképében.

## Felfedezése
A Tribrachidiumot először a dél-ausztráliai Flinders hegységben találták meg, a Rawslay-kvarc Ediakara korú tagjában. Ugyanezt a fosszíliát megtalálták az ukrajnai Podóliában, a Dnyeszter-medence Mogilev-formációjában. Ezen kívül az orosz Arhangelszk-területen is fellelhető, a fehér-tengeri üledékekben a Verhovka, Zimnegori és Yorga formációkban.

## Leírása
A T. heraldicum fosszíliája a homokos üledékágyban látható benyomódásként jelentkezik. Ennek alakja egy körbe rajzolt, háromlebenyes minta, ami levágással vagy hármas levélben (trifólium) végződik. A lebenyeket általában radiális barázdák borítják. A középső részen három kampós borda ("karok") látható. A lebenyek enyhén spirális elrendeződésűek.
A kreatúra mérete 3 mm és 50 mm között található.

## Rekonstrukció és kapcsolatok

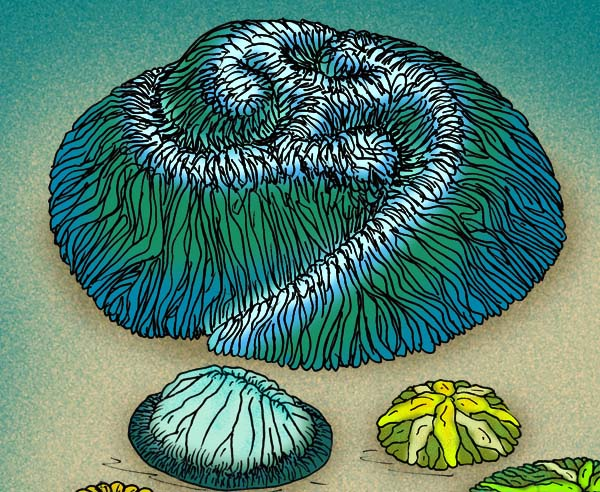
A Tribrachidium heraldicum (felül) fantáziarajza. Alul két kisebb Trilobozoa látható (Wigwamiella enigmatica és Rugoconites enigmatica)

Martin Glaessner eredetileg, a hármas szimmetriája miatt, a Tribrachidiumot problémás formaként írta le, amelyik kilóg minden főbb élőlénycsoportból. Ugyanakkor azonban a tüskésbőrűek törzsében található Edrioasteroidea család, amire felszínesen hasonlít, addigra már alaposan vizsgált volt. Glaessner azonban bármilyen ma ismert törzzsel való hasonlatosságot visszautasított, így az állat besorolása ismeretlen maradt. Az első, rosszul megőrződött példányokat vélték csápoknak, szájszerveknek vagy sajátos végtagoknak gondolták, de mindegyik elutasításba ütközött. Emellett az állat mozgási módja, ha volt, is ismeretlen.
Az Albumares és Anfesta csoportok felfedezése okán, melyek a Tribrachidiumhoz közel állónak tűnnek, valamint amikor jobban megőrzött példányok előkerültek a fehér-tengeri üledékes kőzetekből, Mikhail Fedonkin javasolta a Trilobozoa taxon bevezetését. Ez az űrbelűek egy új osztálya, a hármas szimmetriájú állatokat tartalmazza. Amikor az űrbelűek törzsét csalánozókra és bordásmedúzákra bontották, e két új törzs mellett a Trilobozoa osztály is törzsi rangot kapott.
Fedonkin szerint az állatkának a lenyomat a felső részét mutatja, illetve részben a belső felépítését. A sugárirányú barázdák valójában hornyok az élő állat testén, míg a három kampós tag a belső üreg nyoma. A Tribrachidium helytülő életmódot folytathatott, ennek révén ideiglenesen kötődhetett élőhelyéhez, de nem a mikrobiális szőnyegen szaporodott.

## Fordítás
Ez a szócikk részben vagy egészben  a   Tribrachidium című angol Wikipédia-szócikk ezen változatának fordításán alapul.  Az eredeti cikk szerkesztőit annak laptörténete sorolja fel. Ez a jelzés csupán a megfogalmazás eredetét és a szerzői jogokat jelzi, nem szolgál a cikkben szereplő információk forrásmegjelöléseként.